# Бобровський (Ханти-Мансійський район)
Бобро́вський (рос. Бобровский) — селище у складі Ханти-Мансійського району Ханти-Мансійського автономного округу Тюменської області, Росія. Входить до складу Горноправдинського сільського поселення.
Населення — 459 осіб (2010, 515 у 2002).
Національний склад станом на 2002 рік: росіяни — 82 %.
Раніше існували 2 населених пункти — Горний Денщик та Бобровський Лісоучасток, які були об'єднані.